# Shenzhou 10
Shenzhou 10 (chinesisch 神舟十號 / 神舟十号, Pinyin Shénzhōu Shí Hào) war die zehnte Mission im Rahmen des Bemannten Raumfahrtprogramms der Volksrepublik China. Die Besatzung bestand aus drei Raumfahrern und verbrachte 12 Tage an Bord des Raumlabors Tiangong 1. Bei dieser Mission kam erstmals das am 25. Juli 2012 fertiggestellte Tianlian-Netzwerk zum Einsatz,
ein System von damals drei Relaissatelliten in geostationären Umlaufbahnen, die untereinander und zum Boden Daten weiterleiten können und auf diese Weise Kommunikation mit Raumfahrzeugen ermöglichen, die keinen direkten Kontakt zu einer Bodenstation haben.

## Besatzung
Die Besatzung wurde im März 2013 ausgewählt (es handelte sich um die ehemalige Reservemannschaft für Shenzhou 9)
und am 10. Juni 2013 öffentlich bekanntgegeben:
- Nie Haisheng (Kommandant, 2. Raumflug)
- Zhang Xiaoguang (1. Raumflug)
- Wang Yaping, (1. Raumflug, zweite Chinesin im All)

## Missionsverlauf
Der Start der Mission vom Kosmodrom Jiuquan erfolgte am 11. Juni 2013 um 09:38 Uhr UTC. Während des zweitägigen Anflug zum Raumlabor feierten die drei Raumfahrer an Bord das Drachenbootfest mit traditionellen Zongzi-Reisklößen. Die automatische Kopplung mit Tiangong 1 erfolgte am 13. Juni um 05:11 Uhr UTC, der Umstieg um 06:17 Uhr UTC.
Während bei Shenzhou 9 die Inbetriebnahme und Überprüfung des Raumlabors im Vordergrund stand, war Shenzhou 10 die erste anwendungsorientierte Mission des Bemannten Raumfahrtprogramms, bei der zahlreiche wissenschaftliche Experimente durchgeführt wurden.
Für chinesische Schüler hielt Wang Yaping am 20. Juni 2013 eine gut 40 Minuten dauernde Unterrichtsstunde aus dem All ab, bei der sie verschiedene physikalische Experimente durchführte und so den Einfluss der Schwerelosigkeit demonstrierte. Per Videokonferenz waren 330 Schüler in Peking direkt zugeschaltet, in mehr als 80.000 chinesischen Schulen wurde die Live-Übertragung im Fernsehen verfolgt.
Dies war möglich, da mit dem Start von Tianlian 1C am 25. Juli 2012 das System der Tianlian-Relaissatelliten fertiggestellt worden war. Von ihren geostationären Positionen bei 77°, 171° und 20° östlicher Länge ermöglichten die Satelliten eine ununterbrochene Breitband-Funkverbindung. Die Übertragung von Wang Yapings Mikrofon und Zhang Xiaoguangs Handkamera zum Sender der Station erfolgte über Bluetooth.

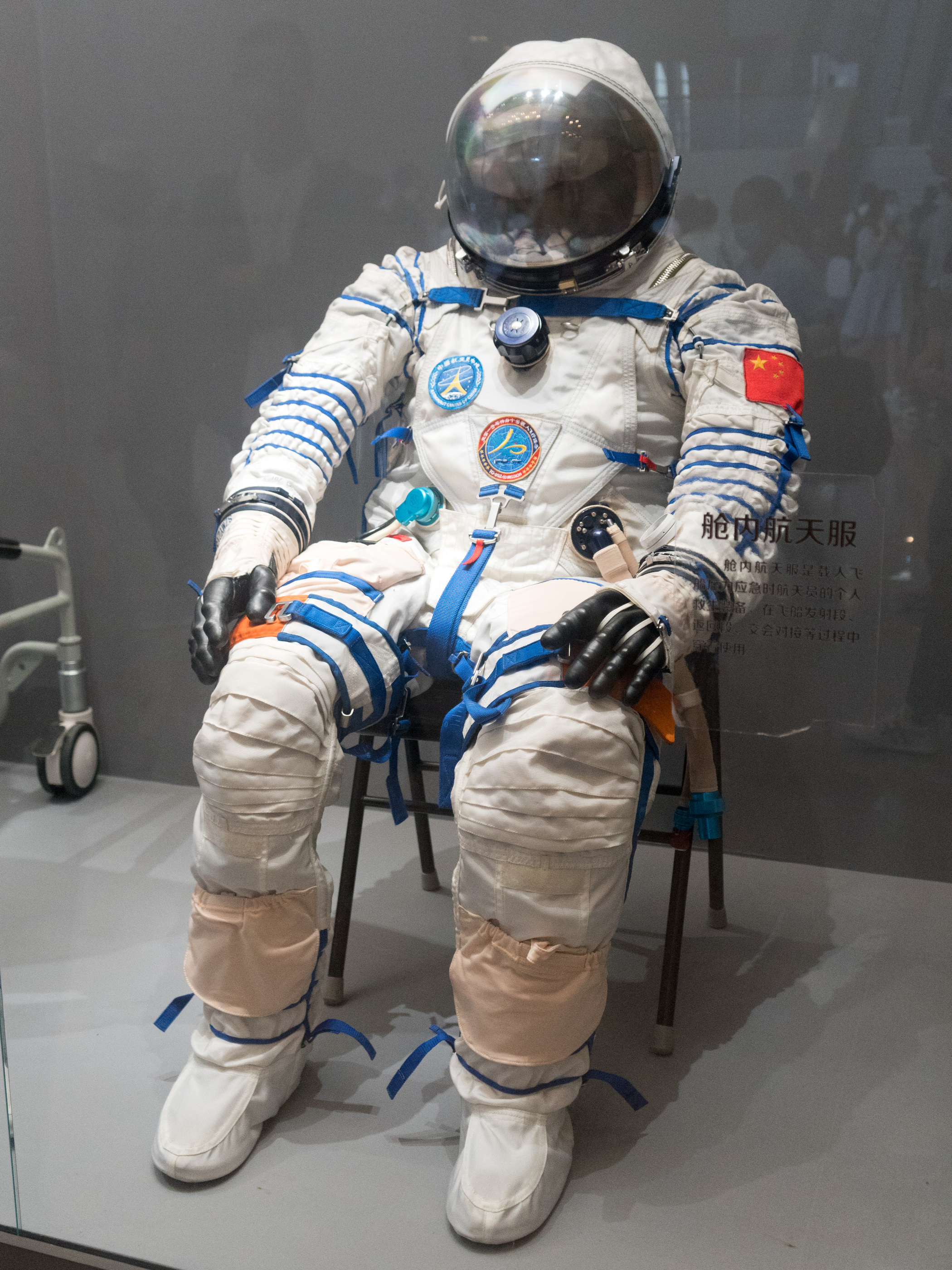
Ein Kabinenanzug von Shenzhou 10 im Chinesischen Nationalmuseum

Am 23. Juni 2013 bestiegen die drei Raumfahrer das Shenzhou-Raumschiff. Um 00:26 Uhr UTC koppelte Nie Haisheng das Raumschiff manuell von Tiangong 1 ab und steuerte es bis 140 m von der Raumstation. Der erneute Anflug wurde von Nie Haisheng ebenfalls handgesteuert. Nachdem Shenzhou 10 um 02:07 Uhr UTC wieder an Tiangong 1 angedockt hatte, stieg die Besatzung erneut in die Raumstation um.
Am 24. Juni um 21:07 Uhr UTC verließen die Raumfahrer das Raumlabor, um 23:05 Uhr UTC koppelte Shenzhou 10 automatisch von Tiangong 1 ab.
Anschließend führte das Raumschiff, gesteuert vom Raumfahrtkontrollzentrum Peking ein vorher berechnetes Flugmanöver aus, bei dem es über das Raumlabor hinwegflog und sich gleichzeitig um 180° um die Gierachse drehte, so dass es nun mit dem Orbitalmodul voraus flog. Das Raumlabor wurde ebenfalls um die Gierachse gedreht, so dass es „rückwärts“, also mit dem Servicemodul voraus flog. Nun standen sich Raumschiff und Raumlabor wieder mit den Koppeladaptern gegenüber. Das Raumschiff wurde vom Raumfahrtkontrollzentrum bis kurz vor der Ankopplung an den Zielflugkörper herangeführt, während die drei Raumfahrer das Manöver mit ihren Bordinstrumenten überwachten. Dies war als Vorbereitung für die Flugmanöver bei der Chinesischen Raumstation gedacht, die sowohl am Bug als auch am Heck Koppeladapter besitzt.
Nach dem erfolgreichen Abschluss der Übung wurde die Landung eingeleitet. Orbitalmodul und Servicemodul wurden abgetrennt, dann landete die Rückkehrkapsel am 26. Juni kurz nach 8 Uhr morgens Ortszeit unbeschadet auf dem Hauptlandeplatz des Hauptzeugamts der Volksbefreiungsarmee in der Inneren Mongolei.
Die Landekapsel wurde zunächst bei der Herstellerfirma, der Chinesischen Akademie für Weltraumtechnologie, in Peking eingelagert. Seit dem 25. Dezember 2020, dem Vorabend von Maos 127. Geburtstag, ist die Landekapsel in dem Revolutionsmuseum neben dem Geburtshaus Mao Zedongs in der Gemeinde Shaoshan, Provinz Hunan, ausgestellt. Anlässlich des erfolgreichen Abschlusses der Mondgestein-Rückholmission Chang’e 5 wollte man damit den langjährigen Vorsitzenden der KPCh ehren, der 1965, als mit dem Projekt 651 die chinesische Raumfahrt begann, in dem Gedicht „Wieder auf den Jinggangshan steigen“ (水调歌头·重上井冈山) den Tang-Dichter Li Bai mit den Worten „Wir können zum Himmel hinaufsteigen und den Mond herunterholen“ zitiert hatte.

## Pfahlrohr
Im Raumschiff Shenzhou 10 wurde auch ein Büschel Pfahlrohr-Sprossen mit ins All geommen, dort der kosmischen Strahlung ausgesetzt und dann wieder zur Erde zurückgebracht. Pfahlrohr ist eine in China breit verwendete Nutzpflanze, es wird nicht nur verfüttert und als Heizmaterial genutzt, sondern auch zur Herstellung von Spanplatten und reißfestem Papier. Ein besonderer Vorteil von Pfahlrohr ist, dass es auch auf salzigen und schwermetallbelasteten Böden wächst. Als Metallophyt reichert es Quecksilber, Nickel, Chrom, Blei und Arsen stark an und kann daher zur Entgiftung derartig belasteter Böden eingesetzt werden. Die Shenzhou Lüpeng Agrarwissenschaft und -technik GmbH, eine anders als die auf demselben Gebiet tätige Shenzhou Astrobiologie GmbH der Chinesischen Akademie für Weltraumtechnologie direkt deren Mutterkonzern China Aerospace Science and Technology Corporation untersteht, wählte in einem fünfjährigen Selektionsprozess Mutationen aus, die eine besonders hohe Widerstandsfähigkeit gegen schlechte Böden und ein üppiges Wachstum besaßen. Am 30. Mai 2023 wurden dann Sprossen der besten dieser Pflanzen mit Shenzhou 16 erneut ins All gebracht, diesmal für mehr als fünf Monate, um durch die längere Strahlenexposition eventuell noch bessere Varianten zu erzielen.